# Tor szlakowy
Tor szlakowy – odcinek toru bez rozjazdów i skrzyżowań (dotyczy także odcinków torów bez rozjazdów i skrzyżowań w obrębie posterunków ruchu).